# Hans Christian Eiffler
Hans Christian Eiffler (* 1630; † 28. März 1703 in Altona) war ein deutscher Kaufmann, Politiker und Bürgermeister von Altona.

## Leben
Hans Christian Eiffler war der Sohn eines Kaufmanns, der während des Dreißigjährigen Kriegs von Schlesien nach Holstein ausgewandert war. Er arbeitete zunächst als Kaufmann. Seit ungefähr 1653 lebte er in Hamburg, wo er 1657 Bürger der Stadt wurde. Nach 1660 bezog er einen Wohnsitz in Altona und erwarb mit dem sogenannten Eifflers Feld umfangreichen Grundbesitz. Er unterteilte die Flächen, die zwischen der Großen Johannisstraße und der Kleinen Freiheit lagen, in Straßen und Bauplätze und veräußerte diese an Bauwillige.
Am 3. Oktober 1664 wurde Eiffler Zweiter Bürgermeister Altonas. In dieser Funktion wandte er sich zweimal an den dänischen König. 1668 beklagte er Missstände in der städtischen Verwaltung und Justiz und machte Vorschläge für Verbesserungen, denen allerdings von dänischer Seite nicht nachgegangen wurde. Eiffler griff mit seinen Eingaben, vermutlich überwiegend berechtigt, indirekt den Präsidenten Rudolf Roland an. Rudolf erstellte daraufhin eine Verteidigungsschrift, die persönliche Angriffe gegen Eiffler enthielt und mehrjährige gerichtliche Auseinandersetzungen zwischen Eiffler und Roland zur Folge hatten.
Eiffler machte verschiedene Vorschläge, denen vermutlich persönliche Rivalitäten mit dem Präsidenten, Gemeinsinn und Eigennutz zugrunde lagen. Er forderte, seine Pläne selbst umsetzen zu dürfen, und beantragte für sein Feld eine Befreiung von Abgaben für einen Zeitraum von 24 Jahren. Somit wollte er die Bebauung der Flächen fördern. Vor seinem Haus sollte viermal jährlich ein Pferdemarkt stattfinden. Eiffler bot an, für den König die Akzise auf Bier, Fleisch und Wein einzuziehen, und sicherte im Gegenzug Baugrund für ein Kirchengebäude zu.
1668 engagierte sich Eiffler für die Errichtung eines Gymnasiums, was jedoch am Widerstand Rolands scheiterte. Ab 1680 übernahm Eiffler die Stelle des alleinigen besoldeten Bürgermeisters von Altona. Im Rahmen einer Vorbereitungskommission unterstützte er unter der Ägide von Rolands Amtsnachfolger Matthias Jessen die Errichtung einer 1683 eröffneten Lateinschule. Der Schulbetrieb wurde 1690 wieder eingestellt.
1703 prüfte eine königliche Kommission das Handeln der Amtsträger und das Finanzwesen in der Herrschaft Pinneberg. Hans Christian Eiffler konnte dabei nachgewiesen werden, für den König bestimmte Einnahmen aus Geldstrafen unterschlagen zu haben. Zudem hatte er über mehrere Jahrzehnte zu viel Gehalt bezogen. Eifflers Vergehen bewegten sich im Rahmen der seiner Amtskollegen.
Eiffler war zweimal verheiratet: in erster Ehe mit Anna Wilde (1634–1665), die eine Tochter eines Predigers aus Dithmarschen war, sowie in zweiter Ehe mit der aus Marschacht stammenden Anna Maria Kupferschmidt († 1715).

## Ehrungen
Seit 1950 erinnert die Eifflerstraße in Altona-Altstadt an Hans Christian Eiffler.